# 常山股份
石家庄常山北明科技股份有限公司 （深交所：000158）是中国深圳证券交易所的一家从事综合性IT解决方案和云计算服务的上市公司，成立于1998年12月29日。公司总股本为71886.1万股（2009年）。
公司总部位于河北省石家庄市和平东路183号，法人代表为汤彰明。
2016年8月31日常山股份斥资21亿元收购北明软件，进军计算机软件业务，形成纺织+软件的双主业发展格局，后还发力云数据中心
2018年5月29日腾讯出资2.997亿元，以8.1元/股的价格受让常山股份公司股东部分资管份额共占公司总股本2.24%的股权